# Vespericola pressleyi
Vespericola pressleyi är en snäckart som beskrevs av Roth 1985. Vespericola pressleyi ingår i släktet Vespericola och familjen Polygyridae. Inga underarter finns listade i Catalogue of Life.